# 로버트 메리휴 애덤스
로버트 메리휴 애덤스(영어: Robert Merrihew Adams, 1937년생)는 형이상학, 종교, 도덕의 미국의 분석철학자다.
애덤스는 1937년 9월 8일 펜실베이니아 필라델피아에서 태어났다. 그는 1990년대 초 클라크 도덕철학과 형이상학 교수로 예일대학으로 옮기기 전 로스앤젤레스 캘리포니아 대학에서 여러 해 동안 가르쳤다. 2004년 예일대를 은퇴하고 영국 옥스포드 대학에서 시간제 강의를 했다.
역사가로서 애덤스는 철학자 쇠렌 키르케고르와 라이프니츠를 연구했다. 형이상학에서 애덤스는 형이상학에서 실재론을 옹호하고 소위 가능한 세계의 본질에 대한 플라톤주의를 옹호한다.